# Fire from Below – Die Flammen werden dich finden
Fire from Below – Die Flammen werden dich finden (Originaltitel Fire from Below) ist ein US-amerikanischer Katastrophenfilm aus dem Jahr 2009 von Andrew Stevens und Jim Wynorski, die auch das Drehbuch schrieben und für die Produktion zuständig waren. Die Filmmusik wurde von den Wurst-Brüdern komponiert.

## Handlung
Der auf Profit konzentrierte Vorstand von Drake Industries drängt seine Bergwerkarbeiter zur Eile. Durch Bodenbohrungen auf einem kritischen Terrain in der Nähe eines Vulkans verursachen sie, dass Lithium an die Erdoberfläche gelangt. Als es mit Wasser eines darüber befindlichen Sees in Berührung kommt, entzündet es sich und bildet eine riesige Flammenwand, die eine Yacht samt Besatzung sowie Wasserskiläufer verbrennt. Außerdem gelangen die Gase in die Kanalisation.
Der Wissenschaftler und Seismologe Jake Denning ist in die Gegend gezogen, um sich mit seiner Frau häuslich niederzulassen. Gemeinsam nähern sie sich dem See, wo Jake feststellt, dass das Holz am Steg unnatürlich schnell morsch geworden ist. Als sie eine Leiche im See bergen, beschließen sie, den Sheriff zu informieren. Es bricht bereits die Nacht an, als das Paar die Stadt erreicht. Während einer vorherigen Erschütterung, kam es unter der lokalen Bevölkerung zu mehreren Todesopfern aufgrund der austretenden Gase, so finden sie den Sheriff tot vor. Dies ruft die Nationalgarde der Vereinigten Staaten unter der Führung von General Jackson auf den Plan. Als Jake von den Ereignissen erfährt, nimmt er sich der Aufgabe an. Er beordert sein Team in die Stadt. Als das Team eingeflogen wurde, untersucht man als erstes den See, wo die Leiche geborgen wurde. Eine weitere Erschütterung verschluckt das Team von Jake und einen Soldaten der Nationalgarde.
Die drei irren in dem von Drake Industries geschaffenen Höhlenkomplex umher und stoßen auf mit GPS ausgerüsteter Bergleutekleidung, die sie anziehen. Da nun auf den Überwachungsradar Bewegungen wahrgenommen wird, beschließt Jake, sein Team zu retten. Die Regierung setzt ihm einen engen Zeitplan, da man die Höhle sprengen will, bevor sich die Flammen oberhalb der Höhle weiter ausbreiten. Aufgrund der Hitze steht außerdem ein Damm kurz vor dem Bruch. Zu allem Überfluss hat Jake außerdem die Vermutung, dass das Lithium in Verbindung mit anderen Elementen thermonuklear reagieren könnte.
Tatsächlich stößt er in der Höhle auf sein Team; der Soldat der Garde stürzte zu Tode, als er von einem Schwarm Fledermäuse attackiert wurde. Im letzten Moment schafft es Jake den Ausgang zu erreichen, bevor das Höhlensystem gesprengt wird, um das unterirdische Feuer zu ersticken.

## Hintergrund
Das Filmbudget lag bei geschätzten 1,0 Mio. US-Dollar. Drehorte waren das texanische Eustace und Dallas, die Marengo Cave in Marengo und French Lick in Indiana.

## Rezeption
„Belangloser Katastrophenfilm, der alle gängigen Szenarien und Chiffren des Genres abgrast, ohne ihnen neue Facetten abzugewinnen.“

„Sorbo macht uns den Alpha-Kevin – weia!“

Auf Rotten Tomatoes hat der Film bei über 100 Publikumsbewertungen eine Wertung von gerade einmal 18 %.